# Guallino
Les Guallino - Patrick Guallino (né le 10 mai 1943)  et Anne Poiré (née le 10 septembre 1965) - sont des artistes contemporains français.

## Présentation
Patrick Guallino (né à Uzès et ayant longtemps vécu à Cannes, sur la Côte d'Azur et dans le sud Aveyron), est artiste-peintre, sculpteur, illustrateur, Anne Poiré, née en Lorraine, écrivain. 
Ils travaillent ensemble depuis bientôt trente ans à Belmont-de-la-Loire. Leurs toiles et sculptures sont désormais cosignées. Des expositions dans le monde entier permettent de croiser leur œuvre, ludique, bestiaire débridé, invitation à l'imaginaire, et ce aussi bien aux États-Unis qu'au Viêt Nam, à Singapour, en Chine, ou en Europe.
Illustrateurs, Patrick Guallino et Anne Poiré ont à leur actif plusieurs centaines de contributions. Du côté des éditions SOC & FOC - notamment le magnifique "Les loups donnent de la voix" de G. Brulet et Jean-Claude Touzeil, ou "Câline école" d'Anne Poiré, ainsi qu'aux éditions Rafael de Surtis, Clapas, Encres Vives, Tournefeuille, Carmina, On @ Faim, Triages, Gros Textes, Comme ça et Autrement, l'atelier du Hanneton… Leurs toiles sont le plus souvent enrichies à l'acrylique, rehaussée de plus en plus de collages de tissu. Leurs sculptures sont sur bois, sur bronze, avec du verre, du plexiglas ou de l'aluminium. L'ensemble est d'une polychromie plutôt festive, joyeuse, dans la tendresse et une certaine idée de la paix. Des textes sont gravés sur les toiles, leurs livres sont illustrés de graphismes fantaisistes, à la palette veloutée ou pétillante. Côté écriture, ce sont des recueils de poèmes ou de nouvelles, des livres pour les adultes comme pour les enfants.
On peut trouver des œuvres de ces artistes foisonnants au Musée de la Création Franche et Inventive (Bègles. France), dans la Collection Cérès Franco (Lagrasse. France), à la Slovak National Gallery - Slovenska narodna galéria (Slovak Republic), à L'art en marche (Lapalisse. France), à la Fondation Johnny Aubert-Tournier (Genève. Suisse), dans le Patrimoine Lu-BSN (Paris. France), au Musée des quatre coins (Hauterives.France), au Museum Charlotte Zander (Schloss Bonnigheim. Allemagne), à la Fondation Le Ranquet Centre d'Art Contemporain (Anduze. France), dans les Collections de la ville de Cahors (France), au Museum im Lagerhaus (St Gallen. Suisse), au Monastère de Veruela (Espagne).

## Expositions
Patrick Guallino et Anne Poiré participent régulièrement, depuis 1980, en France et à l’étranger, à différentes expositions :

### Foires et salons
Comparaisons, Grands et Jeunes d’Aujourd’hui, Jeune Peinture, Kunst (Nurnberg, Allemagne), Linéart (Gent, Belgique), Europ’art, galerie des quatre coins (Genève, Suisse), Saga (Paris, France), Valencia (Espagne), Baltimore Folk & Visionary Art Show  (Baltimore, USA), Outsider art fair  (New York. USA), Foire de Köln, galerie des quatre coins (Allemagne), Affordable art fair (London), Shangai art fair (Chine)…

### Expositions personnelles
- Années 1990 Galerie L’œil de bœuf[4]. Paris, Espace Poisson d’or. Lyon, O’Neill Gallery. Fort Lauderdale. USA, Galerie L’Ancienne Douane. Saint Prex. Suisse, Galerie Galarza. Pau, Maximillian Gallery. Aspen. Colorado. USA, Galerie Gérard Chomarat. Lyon, Galerie Méduane. Laval, Espace Anne Gala, Saint-Mandrier, Galerie Palladion. Toulouse…
- 2000 Galerie Pikinasso. Roanne [5], Galerie Chomarat. Lyon
- 2001 Le Rive Gauche. Saint Étienne du Rouvray
- 2002 B&D Art gallery, Genève, Gérard Chomarat - cf article Artension no 3 [6], Lyon, Galerie Rainjonneau-Collin, Le Mans
- 2003 Galerie Saint-Jean, Châlon sur Saône, Les Trinitaires, Metz, Village du livre Montolieu, Galerie Avanti, Èze, Galerie Bleue, Riscle, Balagne, Corse
- 2004 Espace d’art contemporain Anne-Marie Galarza, Saint-Mandrier, Saint-Tropez, La Citadelle du Château d’Oléron
- 2005 Centre Culturel Français de Hanoi, Viêt Nam, Galerie Pikinasso, Roanne, Galerie Victoria, Aix les Bains, Shangai Spring Art Fair, Chine, Galerie Schortgen, Luxembourg
- 2006 Villard de Lens, La Riche, Chalon sur Saône, Bruxelles, Cahors
- 2007 Albigny sur Saône, Saint Symphorien de Lay
- 2008 Hôpital Saint-Luc Saint-Joseph, Lyon
- 2009 Galerie Sylvie Platini à Veyrier du Lac [7] - "La palette du bonheur" Espace André Malraux à Tarare [8] - Chapelle des Arcades à Belmont - Galerie Petitjean à Aix-en-Provence
- 2010 The Arts House à Singapour [9], Espace Culturel du Centre Hospitalier Saint-Joseph Saint-Luc à Lyon
- 2011 Les Granges de la Maison Guichard à Marciac, les Arcades à Belmont de la Loire
- 2012 Yvré L'évêque, Le Mans, La Suze [10], D'Aubigné-Lacan : bibliothèques départementales de la Sarthe - À l'espace des arts, Domaine de Beaupré, Guebwiller [11], Luxembourg [12] - Gourville [13]- Chalon sur Saône galerie Isabelle Nollot - "L'abécédaire du bonheur" Belmont de la Loire [14]
- 2013 Roanne, Albigny sur Saône, Bois Guillaume Bihorel près de Rouen
- 2014 "Les couleurs de la vie", Galerie Pikinasso, Roanne, "Pour les 20 ans de l'Espace Molière", Talange, "Toutes les couleurs du bonheur" Galerie Plurielle, Sète…

### Expositions de groupe
- Les Jardiniers de la Mémoire Bègles, Art brut et Compagnie (Halle Saint-Pierre. Paris), Permanence du visage (Musée Ingres. Montauban. France), Musée d’art contemporain (Gypfada. Grèce), Carré Sainte Anne (Montpellier), Galerie de l’Ancienne Douane (Saint-Prex, Suisse), Flor enversa (Toulouse), Susan Alexander (San Francisco, USA), Slovak National Gallery. Insita 97 (Bratislava. Slovaquie), Galerie Alibert (Paris), Comme dirait l’Autre. Biennale d’Art Contemporain. (Lyon), A gallery @ Wares for art  (New-York, USA), Het Formaat. De Stadshof Museum (Zwolle. Hollande), Galerie Otéro (Saint-Paul de Vence), Le pluriel des singuliers (Aix-en-Provence), Centre européen de la Jeune Création (Strasbourg), Galerie B&D art gallery (Genève), Musée Guimet d’Histoire Naturelle (Lyon), Place des Lices (Saint Tropez), Art Club Gallery (Paris), Crid’art (Amnéville) [15], Galerie Besseiche (Paris, Val d’Isère et Courchevel), Galerie Barthélémy du Don (Sanary), Galerie L’espace  des Arts (Saint Rémy de Provence), Galerie Le Paradis Marceau (Le Châteu d'Oléron [16] Maison des Arts de Châtillon, Centre d'art contemporain Raymond Farbos (Mont de Marsan)…

### Musées, Collections et Fondations
- Musée de la Création Franche et Inventive (Bègles. France)
- Collection Cérès Franco (Lagrasse. France)
- Slovak National Gallery - Slovenska narodna galéria (Slovak Republic)
- L’art en marche (Lapalisse. France)[17]
- Fondation Johnny Aubert-Tournier (Genève. Suisse)
- Patrimoine Lu-BSN (Paris. France)
- Musée des quatre coins (Hauterives.France)
- Museum Charlotte Zander (Schloss Bonnigheim. Allemagne)
- Fondation Le Ranquet Centre d'Art Contemporain (Anduze. France)
- Collections de la ville de Cahors (France)
- Museum IM Lagerhaus (St Gallen. Suisse)
- Monastère de Veruela (Espagne)
- Museo del Gato (Lloret de Mar - Espagne)
- Maison de la Poésie (Saint Quentin en Yvelines)
- Université Jean Monnet, IUT de Roanne (Saint-Etienne, Roanne)
- Musée Cérès Franco (Montolieu. France)…

### Articles et livres sur les Guallino
- "Épatante Galerie Bleue 1998-2018" - par Anto Alquier - éditions du Canard Gascon - 2018 -  (ISBN 978-2-917977-32-3)
- "Un plaisir magnétique" - Gazogène no 25[18]
- "Alphabet mon ami"- "Les lunettes de Mamie Babette" - "Il était une fois les arbres" (2012) - illustrations des Guallino, textes d'Anne Poiré, Carmina Éditions (2012)
- L'abécédaire des animaux- illustrations des Guallino, texte d'Anne Poiré, Carmina Éditions (2011)
- Toute une vie en couleurs, catalogue de l'exposition des Granges de la Maison Guichard, Marciac (2011)
- Câline école, illustrations des Guallino, texte d'Anne Poiré, Éditions Soc & Foc (2010)[19]
- Tous les chats - All the cats - Todos los gatos, illustrations des Guallino, texte d'Anne Poiré, Éditions lelivredart - album trilingue français anglais espagnol (2009) [20]
- Les couleurs du bonheur éditions Carmina (quadrichromie)
- Les Guallino catalogue de l'exposition organisée par la ville de Cahors (2006)[21]
- Regard revue d'art de Marie Morel, no 90 consacré totalement à une interview de Patrick Guallino et Anne Poiré (photos, notamment des ateliers, en noir et blanc) (2005)

### Livres illustrés par les Guallino
- des anthologies et des recueils d’écrivains comme Anne Poiré, Yves Le Pestipon, Nathalie Potain, Michel Cosem, Jacques de la Forge, Chantal Danjou, Bluma Finkelstein, Dagadès, Jean Dif, Jacqueline Saint-Jean, Patrick Joquel, Fabrice Fossé, Guy Pique, Michel Cordeboeuf, Porfirio Mamani Macedo, Alain Guillard, Slaheddine Haddad, Gilles Brulet, Jean-Claude Touzeil… aux éditions Rafael de Surtis, Derrière la Salle de Bains, Tournefeuille, Encres Vives, Clapas, De l’Autre Côté du Mur, Comme ça et autrement, On @ faim !, L’Épi de Seigle, Carmina, Donner à voir, SOC & FOC…Claude Burneau est l'un des créateurs des éditions SOC & FOC, qu'il anime depuis 1979. Cette maison d'édition a publié Câline école d'Anne Poiré et Patrick Guallino en 2010.
- un album trilingue (anglais, français, espagnol) Tous les chats - All the cats - Todos los gatos éditions Lelivredart 2009[22] sur un texte de Anne Poiré
- un roman aux éditions Le Verger des Hespérides (2010) sur un texte d'Anne Poiré Le goût des glaces
- "L'abécédaire des animaux" (2011) en collaboration avec Anne Poiré aux éditions Carmina
- "Les lunettes de Mamie Babette" (2012) en collaboration avec Anne Poiré aux éditions Carmina[23]
- "Le Petit Chaperon vermillon" (2014) en collaboration avec Anne Poiré aux éditions Carmina

### Livres écrits par Anne Poiré
Sauf mention contraire, ces ouvrages à tirage souvent bibliophilique sont illustrés par les Guallino.
- Feu d’artifice, aux éditions Tournefeuille
- Lieu dit - Mare Nostrum
- Le rondeau des vitraux (décembre 2006), aux éditions Encres Vives
- 118 regards et bien plus, Regard, aux éditions Marie Morel
- Franchement Lasc’Art, Parce que…, Noces, Gouxrmandises (sur des dessins de Claudine Goux) aux éditions de L’Amateur
- Erotica, Eroticas, Eroticae collection L’avant-langue, Crayons de soleil collection Franche-Lippée, aux éditions Clapàs
- La terre s’était mise à tourner : 1.Étonnements sans fin 2.Débusqueurs de vertiges 3.La métaphore était ténèbres, aux éditions On @ Faim !
- Pulpe doigts, Un cadavre, trajectoire du rêve, Baphomet, Sorgues et alphabet, aux éditions Rafael de Surtis
- Linceul après linceul, aux éditions De Groote Beer (en français, anglais et néerlandais)sur des encres de Chine de Rosemarie Koczÿ
- Périple de brocart, 69 proverbes, Éditions Gros Textes
- La source, Éditions Comme ça et autrement
- Papa… Noël Éditions Chomarat
- Les couleurs du bonheur Éditions Carmina
- Livresss - Sous la typo, la sève éditions L’Atelier du Hanneton (décembre 2006)
- La maison de l’écrivain et autres trésors d’enfance Éditions D'un Noir Si Bleu (mars 2007) : dix nouvelles sur le thème de l'enfance
- Cyan@Volubilis, roman, éditions D'un Monde à l'Autre (2007)
- Histoire d'une schizophrénie - Jérémy, sa famille, la société, Éditions Frison-Roche (2008)
- Le journal de ma sœur, éditions Seuil (2008)
- Le goût des glaces Éditions Le Verger des Hespérides (2009)
- Câline école Éditions Soc et Foc (2010)
- L'abécédaire des animaux Éditions Carmina (2011)
- Alphabet mon ami Éditions Carmina (2012)
- Encore un suicide Éditions Kirographaires (2012)
- Les lunettes de Mamie Babette Éditions Carmina (2012)

Outre leurs expositions dans des galeries et musées, Anne Poiré et Patrick sont régulièrement invités pour des expositions-lectures-rencontres dans des médiathèques et des écoles. Ils participent également à des résidences à l'étranger,.

## Sculpture monumentale
Le paravent de Belmont - 2011

## Vidéos
- La naissance du monde - Mosaïque
- Œuvres des années 2007
- L'abécédaire du bonheur 2012